# 公開状

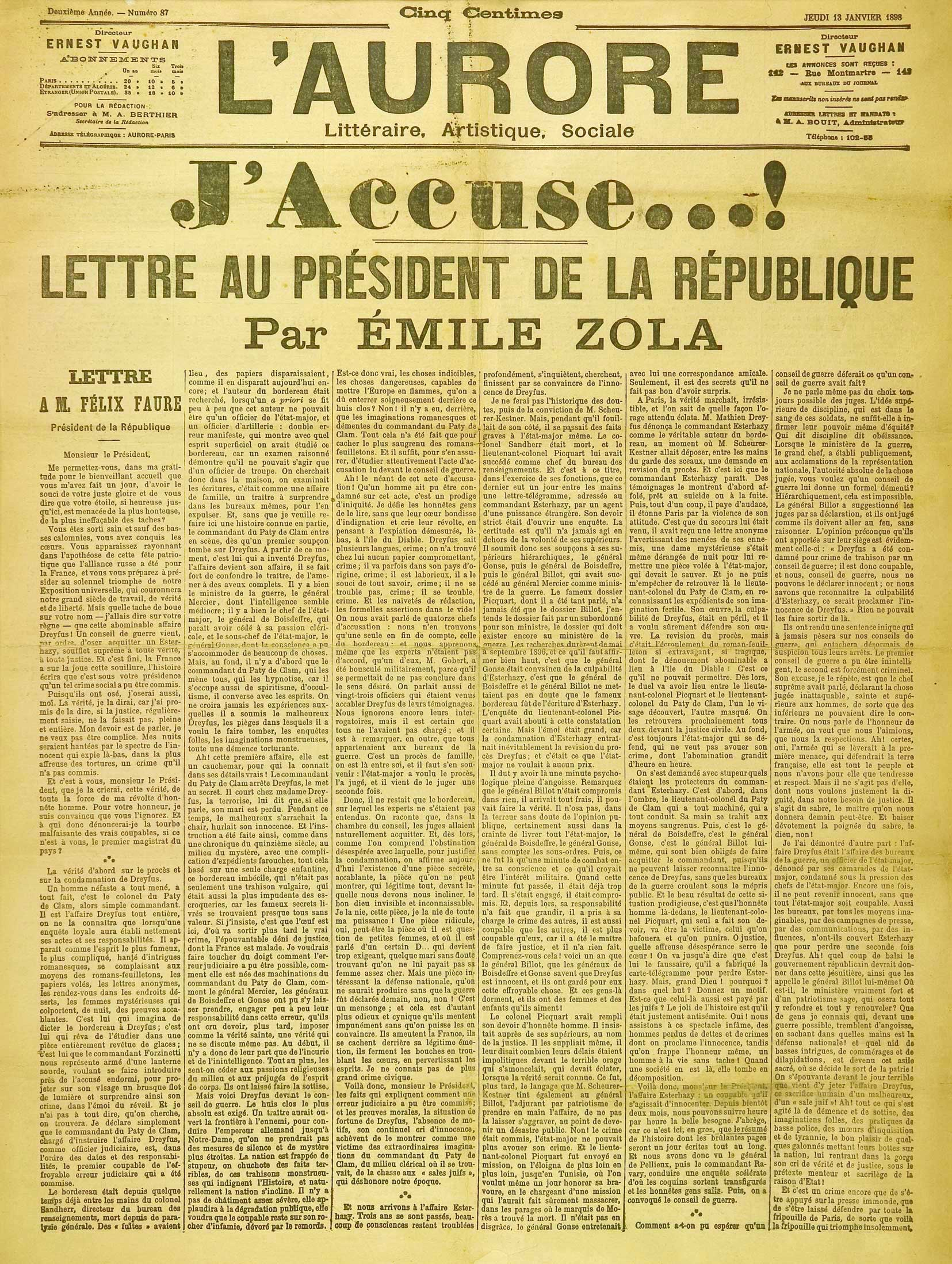
ドレフュス事件の際にエミール・ゾラが書き、大きな影響力をもった公開状「私は弾劾する」（1898年）。

公開状（こうかいじょう、英語: open letter）とは、世間の批判か意見を求めながら、特定の個人または団体を問いただすことを目的に、新聞や雑誌などメディアに掲載することで多くの第三者に読まれることを意図した書状。特定の個人・団体に宛てになっているが、意図的に広く公開される書状・手紙である。日本語では、公開書簡（こうかいしょかん）とも訳されたり、そのまま片仮名で「オープンレター」とも表記される。また、内容が質問を中心としたものであることを強調して公開質問状（こうかいしつもんじょう）という表現が用いられることもある。

## 歴史
ハートフォードシャー大学の教授で抗議運動の歴史家であるカトリーナ・ナビカスは、新聞が普及した18世紀後半以降、新聞の読者以外の聴衆を明確なターゲットとして公開状を出すことが一般的な戦術として行われてきたとしている。それらの中で労働運動家であるリチャード・オストラーが投稿し掲載されたヨークシャー奴隷制が、1833年の工場法の制定にも影響を与えたとして最も影響力のあった公開状の1つとして挙げている。その他に名称が英語の辞書に収録されたエミール・ゾラの「J'Accuse」（私は弾劾する）や、有名な一節「injustice anywhere is a threat to justice everywhere」（いかなる場所での不正もあらゆる場所での正義に対する脅威である）が書かれたマーティン・ルーサー・キング・ジュニアのバーミングハム刑務所からの手紙も個人の出した強力な公開状だとしている。

## 動機
わざわざ新聞などメディアに乗せる形である公開状という形態を選ぶのには、端的には宛先を世論と共に批判したいという理由があり、基本的には世論による宛先への批判を集めたい際に持ちいられる。特定の事柄について、書き手の立場と宛先への批判を世間に喧伝したいだけでなく、公開することで批判している宛先が未回答を選択する確率を減らす目的、未回答を批判出来るなど公開側にメリットがある。個人への公開状の場合には個人自身だけでなく、その所属組織にも反省や批判されている事柄のための社会的制裁を促す意味もある。

## 影響力
歴史家であるキース・フレットはソーシャルメディアの影響力を認めたうえで、新聞への掲載が依然としてそれらよりも大きな影響力を持つと主張している。